# Cadillac GT4
Cadillac GT4 – samochód osobowy typu crossover klasy średniej produkowany pod amerykańską marką Cadillac od 2023 roku.

## Historia i opis modelu

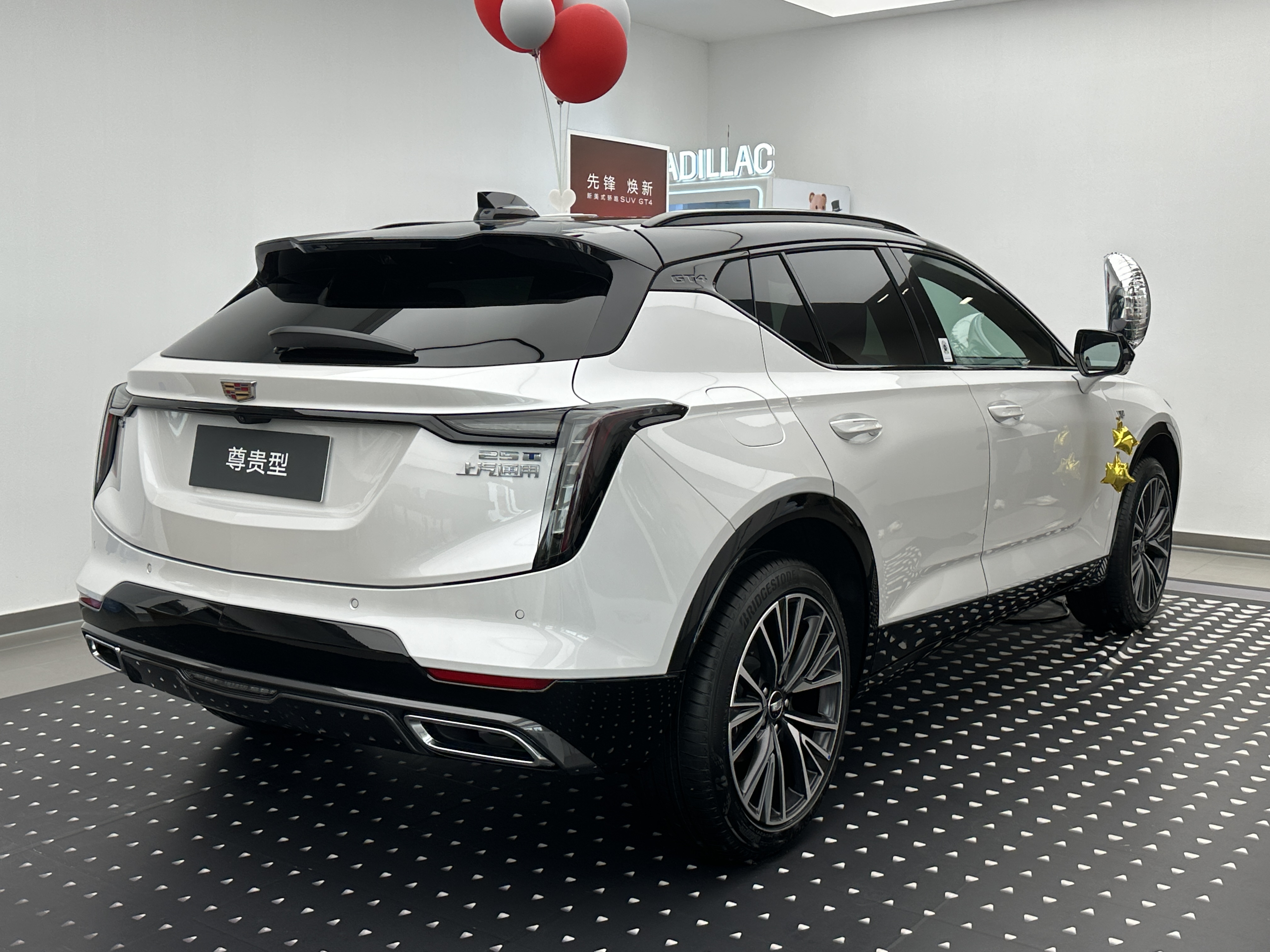
Cadillac GT4 - tył

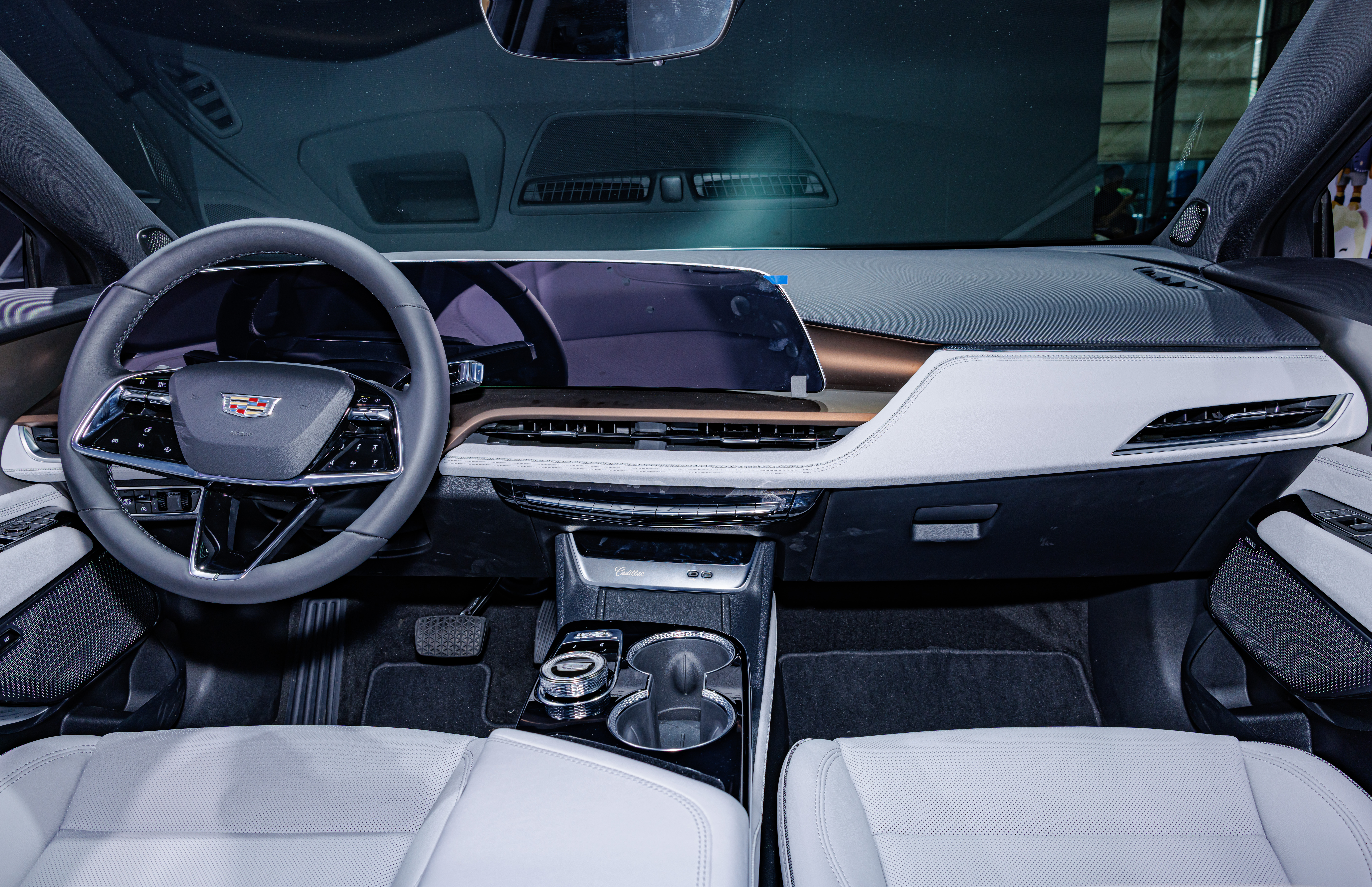
Cadillac GT4 - kokpit

Pod koniec maja 2023 roku chińsko-amerykańskie joint-venture SAIC-GM ogłosiło plany rozbudowy lokalnej gamy modelowej marki Cadillac, koncentrując się na konstrukcjach opracowanych specjalnie z myślą o nabywcach w Chinach. Drugi modelem, oprócz drugiej generacji flagowego CT6, stał się średniej wielkości crossover GT4. Samochód uplasował się w gamie pomiędzy mniejszym XT4 a większym XT5, odróżniając się od nich mniej masywną sylwetką i smuklejszym nadwoziem z nisko poprowadzoną linią dachu. Pod kątem wizualnym dostosowano go do języka stylistycznego zapoczątkowanego przez model Lyriq,  z dużą osłoną chłodnicy w motywie litery "V", dwurzędowymi reflektorami z charakterystycznymi pionowymi diodami LED i podłużną maską. Za bazę GT4 wykorzystano modułową platformę General Motors o kodzie G2XX, współdzialąc ją m.in. z modelem Buick Envision. Plasując się w segmencie podwyższonych samochodów w stylu nadwozia coupe, model Cadillaka otrzymał krótszy zwis i tylną szybę położoną pod umiarkowanie nachylonym kątem.
Kabina pasażerska została utrzymana w spójnym dla najnowszych wówczas produktów Cadillaka, z oszczędnym układem przyrządów skoncentrowanym na zintegrowanej, 33-calowej tafli szkła skrywającej cyfrowe wskaźniki oraz centralny system multimedialny. Producent przewidział także 15-głośnikowy system nagłośnieniowy AKG, wskaźnik head-up display oraz elektroniczne lusterko wsteczne.
Do napędu Cadillaka GT4 wykorzystane zostały dwa czterocylindrowe silniki benzynowe wyposażone w układ mild hybrid. Podstawowy o pojemności 1,5 litra rozwinął moc 211 KM, z kolei topowy 2 litrowy osiągnął moc 240 KM. Oba silniki zasiliły przednią oś współpracując z 9-biegową automatyczną skrzynią biegów.

### Sprzedaż
Cadillac GT4 opracowany został wyłącznie z myślą o rynku chińskim, bez planów eksportu i sprzedaży poza tym regionem. Do produkcji crossovera wyznaczone zostały zakłady produkcyjne SAIC-GM w chińskim mieście Yantai. Za główne grono odbiorców określono młode mieszkanki miast.

### Silniki
- R4 1.5 Turbo LDF 211 KM
- R4 2.0 Turbo LSY 237 KM